# Faro Islote Locos
El Faro Islote Locos es un faro de la red de faros de Chile. Se ubica en el Islote Locos en la Región de Aisén.